# 매곡초등학교 (충북)
매곡초등학교는 대한민국 충청북도 영동군 매곡면 노천리에 있는 공립 초등학교이다.

## 학교 연혁
- 1935년 5월 27일 매곡공립보통학교 개교(설립인가 4월 30일)
- 1938년 4월 1일 매곡공립심상소학교로 개칭[1]
- 1941년 4월 1일 매곡공립국민학교로 개칭[2]
- 1968년 3월 1일 18학급 편성(1,024명)
- 1981년 5월 15일 병설유치원 개원
- 1996년 3월 1일 매곡초등학교로 개칭[3]
- 2003년 12월 23일 디지털도서관 개관
- 2004년 11월 19일 다목적교실 개관
- 2016년 2월 18일 제77회 7명 졸업(졸업생 누계 4,680)
- 2017년 2월 14일 제78회 10명 졸업(졸업생 누계 4,690)
- 2018년 1월 10일 제79회 9명 졸업(졸업생 누계 4,699)
- 2019년 1월 10일 제80회 12명 졸업(졸업생 누계 4,711)
- 2019년 9월 1일 제32대 김○자 교장 취임
- 2020년 1월 10일 제81회 5명 졸업(졸업생 누계 4,716)

## 3·1운동의거 기념비
3·1운동 의거 기념비는 1919년 4월 3일, 매곡면에서 안준, 안광득, 안병문, 임봉춘, 김용문, 김용선, 장복철, 신상희, 남도학 선생이 주축이 되어 전개한 독립만세운동을 기리고 후세에게 애국애족정신을 귀감으로 삼게 하고자 매곡면민의 정성을 모아 건립된 기념비이다.
원래 매곡초등학교 교정에 있던 것을 학교앞 공원으로 이전 건립하고 2006년 3월 1일 새로이 숭모비를 건립하였다. 매곡초등학교에서는 결연을 맺어 관리하고 있다.

## 학교 상징
- 교화 : 매화 - 저마다의 향기를 간직하며 행복하게 자라는 아이들
- 교목 : 버드나무 - 커다란 그늘로 서로를 보듬으며 따뜻하게 자라는 아이들

## 참고 자료
- 매곡초등학교 - 한국교육학술정보원 학교알리미
- 국가보훈처 현충시설 정보 서비스 3·1운동 의거 기념비 보관됨 2020-02-03 - 웨이백 머신